# Anagallis tenuicaulis
Anagallis tenuicaulis är en viveväxtart som beskrevs av John Gilbert Baker. Anagallis tenuicaulis ingår i släktet Anagallis och familjen viveväxter. Inga underarter finns listade i Catalogue of Life.